# Abbie Goldberg
Abbie E. Goldberg (geb. im 20. Jahrhundert) ist eine amerikanische Psychologin und Professorin für Genderfragen und Psychologie an der Clark Universität in Worcester, Massachusetts (USA). Ihr Hauptinteresse liegt in der Erforschung von schwulen und lesbischen Elternpaaren, von Familiengründungen mit Adoptionshintergründen und der Herausbildung sowie Veränderung von Elternschaft in verschiedenen sozialen Kontexten.

## Wissenschaftliche Karriere
Goldberg studierte Psychologie an der Wesleyan University und verließ diese mit einem Bachelor im Jahr 1999. Im Jahr 2001 schloss sie die University of Massachusetts Amherst mit einem Master of Science ab, ebenfalls im Fach Psychologie. Dort promovierte sie im Anschluss in Klinischer Psychologie und erhielt 2005 ihren Ph.D. Seit 2005 ist sie an der Clark Universität tätig, zunächst als Assistant Professor von 2005 bis 2011, im Anschluss bis 2018 als Associate Professor und seit 2020 als Lehrstuhlinhaberin des Jan and Larry Landry Endowed Chair. Daneben leitet sie seit 2018 das Institut für Women’s und Gender Studies der Clark Universität.

## Forschung
Im Mittelpunkt von Goldbergs Forschung steht die Dezentralisierung eines an einer vermeintlichen Norm ausgerichteten, standardisierten Familien-, Sexualitäts- oder Genderbegriffs, um Raum für vielfältige Familienmodelle, Sexualitäten und Geschlechter zu schaffen. Über einen Zeitraum von 15 Jahren führte sie eine Längsschnittstudie zu Adoptivfamilien durch, die von weiblichen, männlichen und heterosexuellen Paaren geführt wurde. Sie forschte zu den Erfahrungen von transgeschlechtlichen und gender-nonkonformen Personen in der Hochschulbildung. Darüber hinaus befasste sie sich in einer Längsschnittstudie mit dem postpartalen Wohlbefinden von Frauen mit sexuell vielfältigen Vorgeschichten.
In ihrem Buch Lesbian and Gay Parents and Their Children aus dem Jahr 2009 fasste Goldberg bedeutende Studien zum Vergleich homosexueller und heterosexueller Eltern zusammen. Im Ergebnis stellte sie fest, dass „Kinder in Regenbogenfamilien keine Nachteile aufgrund der sexuellen Orientierung ihrer Eltern“ erlitten. Auch gebe es laut Goldberg keine statistischen Anzeichen dafür, dass homosexuelle Eltern ihre Kinder „in einen homosexuellen Lebensstil einführen“ würden.  Sie kam zu dem Schluss, „... dass sich die Kinder sehr gut anpassen können. Sie sind auch toleranter als Kinder von heterosexuellen Paaren, weil ihre Eltern ihnen eher positive Werte vermitteln.“ Dies führe dazu, dass die Kinder weit weniger Geschlechterklischees verinnerlicht hätten. Söhne von schwul-lesbischen Paaren etwa empfänden es aus diesem Grund weniger als Makel, in einem „Frauenberuf“ zu arbeiten.
Finanziell unterstützt wurde ihre Forschung unter anderem von der American Psychological Association, der Alfred P. Sloan Foundation, dem Williams Institute, der Spencer Foundation, der Gay and Lesbian Medical Association, dem National Institute of Mental Health, dem National Council on Family Relations und der Society for the Psychological Study of Social Issues.

## Auszeichnungen
Goldberg erhielt mehrere Auszeichnungen, die letzte 2010 mit dem Distinguished Book Award der American Psychological Association sowie 2007 den „Outstanding Research Paper from a Feminist Perspective Award“ des National Council on Family Relations.

## Mitgliedschaften
- seit 1997: American Psychological Association in den Divisionen 35 (Society for the Psychology of Women) und 44 (Society for the Psychological Study of LGBT Issues)
- seit 2000: National Council on Family Relations in den Sektionen Feminism & Family, Research & Theory und Family Policy
- seit 2004: Association for Women in Psychology
- seit 2006: Council on Contemporary Families
- seit 2007: Society for the Psychological Study of Social Issues
- 2007–2010: Groves Conference on Marriage and Family

## Veröffentlichungen (Auswahl)

### Monografien
- Lesbian and gay parents and their children: Research on the family life cycle. APA Books, Washington, D.C. 2009, ISBN 978-1-4338-0536-3.
- Gay Dads: Transitions to Adoptive Fatherhood. New York University Press, New York 2012, ISBN 978-0-8147-3224-3.
- Open Adoption and Diverse Families: Complex Relationships in the Digital Age. Oxford University Press, New York 2019, ISBN 978-0-19-069203-2.
- LGBTQ Family Building: A Guide for Prospective Parents. Reihe: APA Lifetools. APA Books, Washington D.C. 2022, ISBN 978-1-4338-3392-2.

### Herausgeberschaft
- mit Genny Beemyn (Hrsg.): The Sage Encyclopedia of Trans Studies. Sage Publications, Thousand Oaks 2016, ISBN 978-1-5443-9381-0.
- mit Adam P. Romero (Hrsg.): LGBTQ divorce and relationship dissolution: Psychological and legal perspectives and implications for practice. Oxford University Press, New York 2018, ISBN 978-0-19-063517-6.
- mit Katherine R. Allen (Hrsg.): LGBTQ-Parent Families: Innovations in Research and Implications for Practice. 2. Auflage. Springer Nature, Cham 2020, ISBN 978-3-030-35609-5.
- mit Danielle C. Slakoff und Carrie L. Buist (Hrsg.): The (Mis)Representation of Queer Lives in True Crime. Routledge, London und New York 2023, ISBN 978-1-03-224606-2.
- The Sage Encyclopedia of LGBTQ+ Studies. 2. Auflage. Sage Publications, Thousand Oaks 2024, ISBN 978-1-07-189142-1.

### Beiträge zu Fachzeitschriften
- The transition to parenthood for lesbian couples. In: Journal of GLBT Family Studies, Nr. 2, 2006, S. 13–42.
- (How) does it make a difference? Perspectives of adults with lesbian, gay, and bisexual parents. In: American Journal of Orthopsychiatry, Nr. 77, 2007, S. 550–562.
- Talking about family: Disclosure practices of adults raised by lesbian, gay, and bisexual parents. In: Journal of Family Issues, Band 8 (1), 2007, S. 100–131.
- Lesbian and heterosexual preadoptive couples’ openness to transracial adoption. In: American Journal of Orthopsychiatry, Band 79 (1), 2009, S. 103–117.
- Heterosexual, lesbian, and gay preadoptive couples’ preferences about child gender. In: Sex Roles, Nr. 61, 2009, S. 55–71.